# Tamarixia vinokurovi
Tamarixia vinokurovi är en stekelart som beskrevs av Kostjukov 1995. Tamarixia vinokurovi ingår i släktet Tamarixia och familjen finglanssteklar. Inga underarter finns listade i Catalogue of Life.